# Khalil Al Ali
Khalil Al Ali (Arabic:خليل آل علي) (sinh ngày 21 tháng 12 năm 1984) là một cầu thủ bóng đá người Các Tiểu vương quốc Ả Rập Thống nhất. Hiện tại anh thi đấu cho Ittihad Kalba.